# Chenopodium venturii
Chenopodium venturii là loài thực vật có hoa thuộc họ Dền. Loài này được (Aellen) Cabrera mô tả khoa học đầu tiên năm 1958.